# Christianshavn station
Christianshavn station är en station inom Köpenhamns metrosystem längs med M1-linjen och M2-linjen som delar spår från Vanløse till Christianshavn. 
Stationen är centralt belägen i området Christianshavn och har nedgångar från Christianshavns torv. Den invigdes 2002.

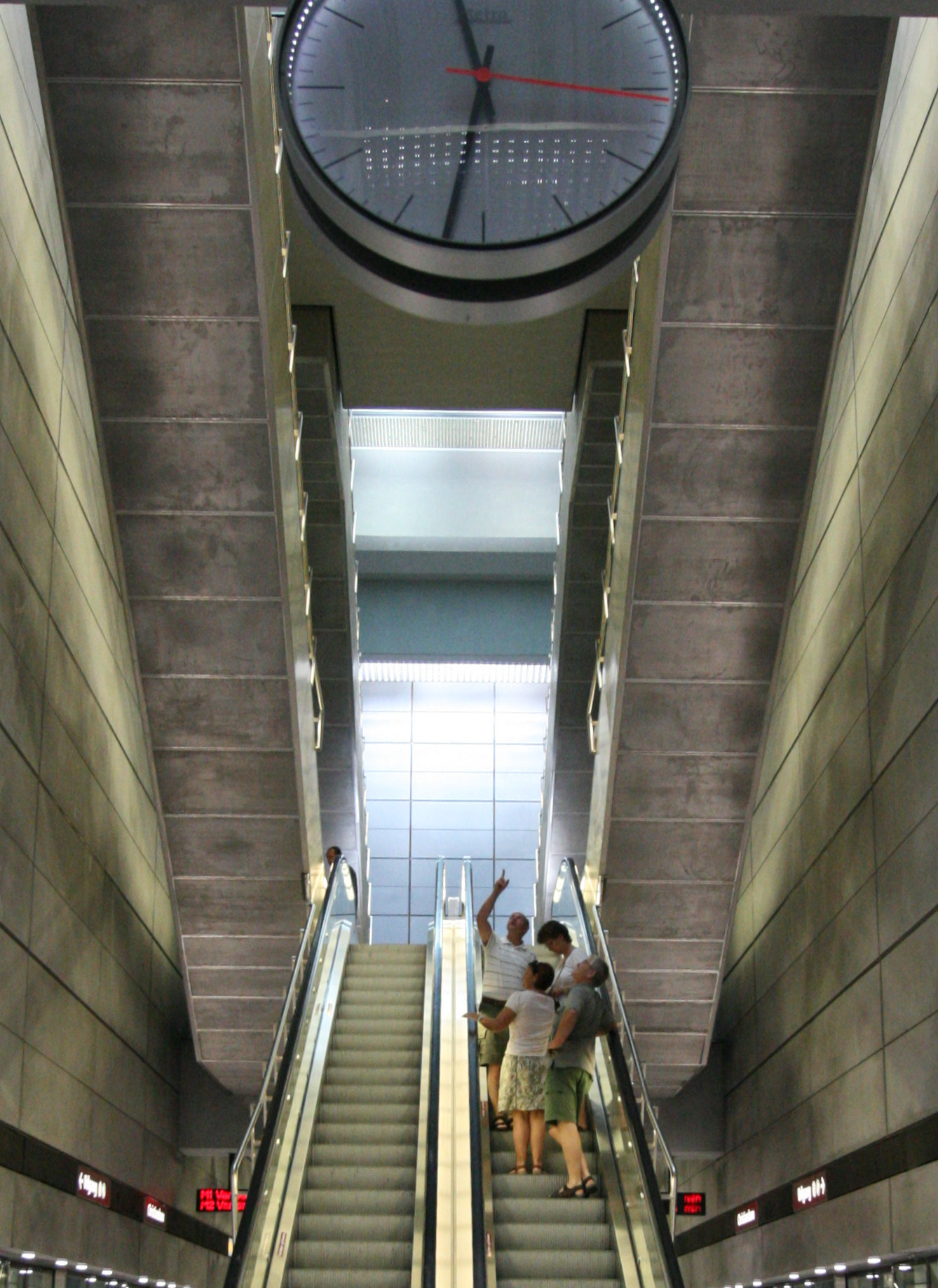
Uppgången till marknivå sedd från perrongen.